# Australian Championships 1946
Gli Australian Championships 1946 (conosciuto oggi come Australian Open) sono stati la 34ª edizione degli Australian Championships e prima prova stagionale dello Slam per il 1946. Si è disputato dal 19 al 28 gennaio 1946 sui campi in erba del Memorial Drive Park di Adelaide in Australia.
Il singolare maschile è stato vinto dall'australiano John Bromwich, che si è imposto sul connazionale Dinny Pails in cinque set. Il singolare femminile è stato vinto dall'australiana Nancye Wynne Bolton, che ha battuto la connazionale Joyce Fitch in due set. Nel doppio maschile si è imposta la coppia formata da John Bromwich e Adrian Quist, mentre nel doppio femminile hanno trionfato Joyce Fitch e Mary Bevis Hawton. Il doppio misto è stato vinto da Nancye Wynne Bolton e Colin Long.

## Risultati

### Singolare maschile
John Bromwich ha battuto in finale  Dinny Pails con il punteggio di 5–7, 6–3, 7–5, 3–6, 6–2

### Singolare femminile
Nancye Wynne Bolton ha battuto in finale  Joyce Fitch con il punteggio di 6–4, 6–4

### Doppio maschile
John Bromwich /  Adrian Quist hanno battuto in finale  Max Newcombe /  Len Schwartz con il punteggio di 6–3, 6–1, 9–7

### Doppio femminile
Joyce Fitch /  Mary Bevis Hawton hanno battuto in finale  Nancye Wynne Bolton /  Thelma Coyne Long con il punteggio di 9–7, 6–4

### Doppio misto
Nancye Wynne Bolton /  Colin Long hanno battuto in finale  Joyce Fitch /  John Bromwich con il punteggio di 6–0, 6–4